# Айлтон (Каліфорнія)
Айлтон (англ. Isleton) — місто (англ. city) в США, в окрузі Сакраменто штату Каліфорнія. Населення — 794 особи (2020).

## Географія
Айлтон розташований за координатами 38°9′41″ пн. ш. 121°36′18″ зх. д. / 38.16139° пн. ш. 121.60500° зх. д. (38.161252, -121.604958).  За даними Бюро перепису населення США в 2010 році місто мало площу 1,27 км², з яких 1,14 км² — суходіл та 0,13 км² — водойми.

## Демографія
Згідно з переписом 2010 року, у місті мешкали 804 особи в 331 домогосподарстві у складі 178 родин. Густота населення становила 632 особи/км².  Було 425 помешкань (334/км²).
Расовий склад населення:
| - 67,4 % — білих - 5,1 % — азіатів - 1,2 % — корінних американців - 1,2 % — чорних або афроамериканців - 0,5 % — вихідців з тихоокеанських островів - 17,3 % — осіб інших рас |

До двох чи більше рас належало 7,2 %. Частка іспаномовних становила 39,3 % від усіх жителів.
За віковим діапазоном населення розподілялося таким чином: 23,8 % — особи молодші 18 років, 59,4 % — особи у віці 18—64 років, 16,8 % — особи у віці 65 років та старші. Медіана віку мешканця становила 42,1 року. На 100 осіб жіночої статі у місті припадало 107,2 чоловіків;  на 100 жінок у віці від 18 років та старших — 114,3 чоловіків також старших 18 років.
Середній дохід на одне домашнє господарство  становив 41 999 доларів США (медіана — 34 833), а середній дохід на одну сім'ю — 47 034 долари (медіана — 35 250). Медіана доходів становила 51 250 доларів для чоловіків та 36 339 доларів для жінок. За межею бідності перебувало 31,5 % осіб, у тому числі 58,7 % дітей у віці до 18 років та 1,8 % осіб у віці 65 років та старших.
Цивільне працевлаштоване населення становило 302 особи. Основні галузі зайнятості: будівництво — 19,2 %, мистецтво, розваги та відпочинок — 16,9 %, сільське господарство, лісництво, риболовля — 13,6 %.